# Mount Spurr
Mount Spurr (Dena'ina: K'idazq'eni) er en stratovulkan i Aleutian Arc of Alaska, opkaldt efter United States Geological Survey geolog og opdagelsesrejsende Josiah Edward Spurr, som ledede en ekspedition til området i 1898. Alaska Volcano Observatory (AVO) vurderer i øjeblikket aktiviteten på Mount Spurr som normal. Bjerget kendes oprindeligt under det Dena'ina Athabaskanske navn K'idazq'eni, bogstaveligt talt 'det der brænder indeni'.
Mount Spurr, der er den højeste vulkan i den aleutiske bue, er en stor lavakuppel dannet i midten af en ca. km-bred hesteskoformet caldera, der er åben mod syd. Vulkanen ligger omkring 129 km vest for Anchorage og NØ for Chakachamna-søen. Calderaen blev dannet af en lavine fra sent pleistocæn eller tidlig holocæn og tilhørende pyroklastiske strømme, der ødelagde en fortidig Spurr-vulkan. Der ligger adskillige isudskårne post-caldera-kupler i calderaen. Denne gengroede top af Spurr oplevede en opvarmningsbegivenhed i 2004, som skabte en lille kratersø. I 2008 var topkrateret afkølet nok til at være begyndt at have akkumuleret betydelige mængder sne igen. Den yngste post-caldera kuppel, Crater Peak (2309 moh. ), dannet ved den gennembrudte sydlige ende af calderaen omkring 3,2 km syd for Spurr, har været kilden til omkring 40 identificerede holocæne askelag. Spurrs to historiske udbrud, fra Crater Peak i 1953 og 1992, aflejrede aske i byen Anchorage. Crater Peak har et topkrater, der selv er lidt gennembrudt langs den sydlige rand; kraterets nordvæg blotter de afkortede rester af en ældre kuppel eller lavasø. Før udbruddet i 1992 var der en lille kratersø bunden af Crater Peaks krater.
Som med andre vulkaner i Alaska betyder nærheden af Spurr til store trans-Pacific luftfartsruter, at et udbrud af denne vulkan kan forstyrre flyrejser betydeligt. Vulkanaske kan få jetmotorer til at svigte.

## Seneste aktivitet
Den 26. juli 2004 hævede AVO "Color Concern Code" ved Spurr fra grøn til gul på grund af et stigende antal jordskælv . Jordskælv under en vulkan kan indikere bevægelsen af magma forud for et vulkanudbrud, men jordskælvene kan også dø ud uden et udbrud. I den første uge af august 2004 rapporterede AVO tilstedeværelsen af en kollapsgrav, fyldt med vand, der danner en ny kratersø, i is- og snedækket på toppen. Denne sø kan være forårsaget af en stigning i varmestrømmen gennem lavakuplen på toppen.
Den 3. maj 2005 blev en affaldsstrøm observeret i webcam-billeder såvel som af en nærliggende pilot. En efterfølgende overflyvning afslørede, at meget af den eksisterende dam i smeltehullet var drænet væk, i en bemærkelsesværdig dybde.